# 沢しおん
沢 しおん（本名：澤 紫臣（さわ しおん）、1976年1月5日 - ）は、日本の作家、会社役員、自治体顧問、ゲームクリエイター。愛称はしおにく。青山学院大学卒業。
株式会社ハイファイブ・エンターテインメント（現・株式会社NETBANCO）の元代表取締役。
ハイファイブ・エンターテインメント在任中に、韓国製オンラインゲーム『ブライトキングダム』『天道オンライン』などのオンラインゲーム運営のほか、韓国および中国の開発企業と協力して独自タイトル『アリアスストーリー』『エクストリームファイター』などの開発に取り組んでいた。
2009年12月にハイファイブ・エンターテインメント代表取締役辞任後、2010年初頭にはフリーのゲームディレクターとして活動。
2019年4月末、小説『ブロックチェーン・ゲーム 平成最後のIT事件簿』で商業作家としてデビュー。
2020年7月、東京都知事選挙に出馬し落選。2021年より神奈川県デジタル戦略室DX推進アドバイザー。

## 来歴
- 2003年 - 探偵ファイルにモバイダー名義で出演
- 2004年 - オンラインゲーム『シールオンライン』にGMSionicとして登場
- 2004年　株式会社YNK Japan（現Wemade Online）および、株式会社KESPIを設立、代表取締役に就任
- 2005年 - 株式会社KESPI代表取締役を辞任
- 2006年 - 株式会社ハイファイブ・エンターテインメントを設立、代表取締役に就任
- 2009年 - 株式会社NETBANCOに社名変更、代表取締役を辞任
- 2010年 - フリーのゲームディレクターとして活動後、アマツ株式会社へ
- 2019年 - 発表済みのウェブ小説『ブロックチェーン・ゲーム』を加筆・改題し、『ブロックチェーン・ゲーム　平成最後のIT事件簿』として上梓[5]
- 2020年 - 7月5日投開票の東京都知事選挙に立候補。20,738票を獲得し、22人中9位で落選[6]

## 愛称の由来
シールオンライン時代にGMSionicとして活動しており、Sionic→シオニック→塩肉と変化した。2ちゃんねる利用者の命名とも言われる。その後シールオンラインの定番イベントでプレーヤーが「塩」「肉」というアイテムを配布するなどしたことから定着した。「しおにく」という平仮名表記はハイファイブ以降で使われている。

## 著書
- 『マイ・スマート・ホーム』（2018年、NovelJam 2018秋 出場作品）
- 『ブロックチェーン・ゲーム』（2019年、インプレスR&D）ISBN 978-4844378020
- 『きみに恋の夢をみせたら起きるよ』（2020年、インプレスR&D）ISBN 978-4844379027
- 『NFTゲーム・ブロックチェーンゲームの法制』（松本恒雄監修、福島直央と共著、2022年、商事法務）ISBN 978-4844379027
- 『日本が世界で勝つためのシンID戦略』（尾原和啓、武邑光裕、岡嶋裕史と共著、2023年、小学館）ISBN 978-4093891066

## 関連作品
- シールオンライン
- ドラゴンラージャ
- ROHAN
- ブライトキングダムオンライン
- 天道オンライン
- アドクエ
- ネトゲット
- テニくる
- アリアスストーリー（開発中止）
- エクストリームファイター（開発中止）
- ストラガーデンNEO
- ファンタテニス
- ファン!ファン!バギー!
- カイブツライフ
- geotrion
- 三国志牧場
- カイゾクキングダム
- 天外魔境 JIPANG7

## ラジオ
- 2006年『週刊少年ファング』（文化放送・ラジオ関西）レギュラー出演

## 連載
- 2006年『しおにくのネットりまったりいこうYO!』（月刊少年ファング）